# Dolichopus indicus
Dolichopus indicus är en tvåvingeart som beskrevs av Octave Parent 1934. Dolichopus indicus ingår i släktet Dolichopus och familjen styltflugor. Inga underarter finns listade i Catalogue of Life.